# 幼生

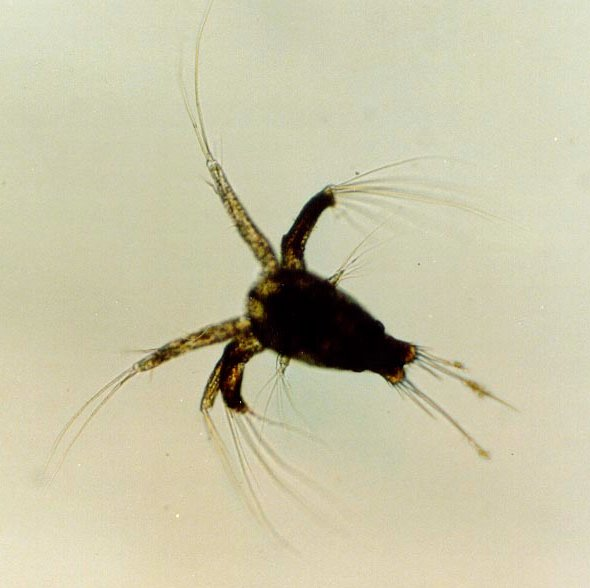
エビのノープリウス幼生

幼生（ようせい、英:larva）は、後生動物の個体発生の過程で、胚と成体との間に、成体とは形態が著しく異なり多くの場合は成体とは違った独自の生活様式を持つ時期がある場合に、その段階にある個体のことである。昆虫では完全変態昆虫の幼虫は幼生（larva）に該当する。
卵生で変態する動物について簡潔に言えば、幼生とは「孵化から変態まで」となる。
英語では larva（複数形は larvae）。分類群によっては特別な名称がある。
どのくらい成体と異なれば幼生と呼べるかについて、分類群を問わない汎用的な定義は難しい。ガイギーとポートマンは、変態する場合のみ幼生と呼べるとするが、伝統的に幼生と呼ばれる仔の中には変態をしない例外も多い。

## 幼体・亜成体
幼体 (juvenile) と、亜成体または未成体 (subadult) という用語は、しばしば幼生も加えて混用されるが、厳密な定義ではそれぞれ異なる。これらは幼生とは異なり、成体と似た形態であり、変態（あるいは変態に相当する変化）後も成長する動物、または、変態しない動物に、これらの段階がある。
幼体 (Juvenile)
幼体は、幼生よりは後の段階である。つまり、変態する動物の場合、変態後である。あるいは、幼生段階がない場合は、孵化直後から幼体となる。
亜成体または未成体 (subadult)
亜成体または未成体は、幼体より後で、生殖能力と大きさ以外では成体と同じ形態となった段階である。

## 例外的な現象

### 変態しない幼生
魚類や頭足類の仔も幼生と呼ばれるが、それらは変態を経ず、幼生と成体の違いも形態的 (morphology) ではなく形態計測的（morphometry、大きさや比率）な変化にすぎない。そのため、幼生を変態するものに限定するなら、厳密には幼生とは言えないことになる。
しかし、魚類や頭足類の仔は、プランクトンとして生活するなどの「幼生的形質」を持ち、多数の構造の協同的で急峻な成長を行うので、幼生と呼べるとする主張もある。
ただし1988年以降、幼生の定義の混乱を避けるため、頭足類の仔は paralarva と呼ぶ傾向にある（幼生でなくなったわけではない）。paralarva の定訳はないが、仔稚と訳されることがある。

### 孵化前の幼生
普通、幼生と言われるのは卵から孵化して、独立に栄養を取り、成長して親になるまでの間の個体である。卵の中にある間はこれを胚と言い、また、胎生や卵胎生のもので、親の体内にいる場合これを胎児という。ただし、分類群によって孵化の時期は異なり、近縁なグループでは既に孵化している段階のものが、別のグループではいまだに卵の中にいるという場合もある。極端なものでは親の体内で卵が親の段階にまで成長してしまうものもあり、この場合には幼生の時期はない、とも言える。しかし、近縁の群で見られる幼生の姿が卵の中で形成される場合も多く、その形態が明確な場合には、それをその幼生の名で呼ぶことも可能である。例えば甲殻類の初期幼生はノープリウスであるが、より発達の進んだ段階で孵化する例も多い。その場合でも、卵の中の胚ではノープリウスの段階を区別できることが多く、これを「卵ノープリウス」と呼ぶ。

### 幼生による繁殖
一般に、幼生と成体の違いは繁殖力の有無である。繁殖能力の獲得をもって、成熟の目安とするのが普通である。しかし、中には幼生が大いに繁殖する例もある。ただし、その繁殖は普通は無性生殖かそれに近い形を取る。

## 系統との関係
近縁な動物群の間で、幼生の形が共通であるのはよく見られることである。むしろ、幼生に共通点があることは、それらの動物群の間の類縁関係を示す証拠と見られる場合が多い。フジツボやエビヤドリムシなど、甲殻類の固着性や寄生性のものには、ほとんど節足動物らしい形を失ったものもあるが、これらの幼生では、はっきりと節足動物、それも甲殻類の幼生と共通の形（ノープリウス）が見られる。これ以外の仲間でも、固着性や寄生性のものでは、本来の体制の特徴を失っているものが多いが、幼生にそれが見られるのはよく見られる現象である。
幼生の形が共通することは、それだけ進化の過程において多くを共有してきたものと見なすのが、反復説である。その可否は置くとしても、いくつかの門に共通する構造の幼生がある場合、それらの類縁性を考えるのが普通である。たとえば環形動物と軟体動物などに見られるトロコフォア幼生がそのような例である。

## 個別の呼称
幼生の形は分類群によりさまざまであり、それぞれに固有のものがあるので、それぞれに命名されている。海産無脊椎動物では、幼生の時期をプランクトンで暮らすものがあり、それを幼生プランクトンという。そのようなものでは、親とのつながりが分かる前に、幼生が発見され、独自に命名される場合もある。そのような例に、ホウキムシの幼生であるアクチノトロカ幼生や、イセエビなどの幼生のフィロソーマがある。また、いまだに幼生しか発見されていない動物もある。
多くの動物の幼生にはラテン語系の名がつけられている。日本ではこれの読みのカタカナ表記に幼生をつけて呼ぶことが多い。ただし、プラヌラやポリプ、レディアやセルカリア（ラテン語読みではケルカリア）など、慣用的に幼生をつけないことが多いものもある。
節足動物では、昆虫に例外が多い。まず、幼生ではなく幼虫を使う。それに、個々の幼虫に対して慣用的に使われる名前（イモムシ・ケムシ・ボウフラ・ヤゴ・ウジ等）が多いので、一般にはそれで流通する。また、蛹と呼ばれる時期もある。
昆虫に倣って、陸上の節足動物では、幼虫が使われることも多い。学問的には、昆虫の場合も含めて幼生が使われる。ダニなどでは若虫という名で呼ばれる時期もある。
なお、花虫綱以外の刺胞動物の場合には、クラゲの姿が有性生殖を行うので、ポリプは幼生という位置付けになるが、ポリプは無性生殖を行い、クラゲ以上に長命であったり、より発達した姿である場合もあり、これを独立した世代とみなす見方もある。その場合、その生物はクラゲとポリプの2つの世代を持ち、世代交代を行うという。

## 分類群固有の幼生の名
- 刺胞動物：プラヌラ - ポリプ - ストロビラ - エフィラ - アクチヌラ
- 扁形動物
  - 条虫類：六鉤幼生
  - 吸虫類：ミラキディウム - スポロシスト - レディア - セルカリア - メタセルカリア
- 紐形動物：ピリディウム
- 軟体動物（一般）：トロコフォア
  - 貝類（一般）：ベリジャー
    - イシガイ目：グロキディウム
- 環形動物・内肛動物・星口動物：トロコフォア
- 箒虫動物：アクチノトロカ
- 節足動物
  - 甲殻類：ノープリウス（卵ノープリウス（エビ類）・メタノープリウス（ノープリウス後期）） - ゾエア（カリプトピス（オキアミ類、ゾエア前期）・フルシリア（オキアミ類、ゾエア後期）・キプリス（蔓脚類、前はノープリウス、次は成体）・コペポディット（橈脚類）・フィロソーマ（イセエビ類、前は卵ノープリウス）・プロトゾエア（エビ類、ゾエア前期）・ミシス（エビ類）） - メガロパ（キルトピア（オキアミ類、前はフルシリア）・グローコテ（ヤドカリ類）・プエルルス（イセエビ類、前はフィロソーマ）・ポストラーバ（クルマエビ類とシャコ類））
    - シャコ類：アリマ・エリクテス・プソイドゾエア・アンチゾエア・シンゾエアなど

  - 昆虫
    - 不完全変態昆虫：若虫（※不完全変態昆虫の幼虫は若虫（nymph）であり、幼生（larva）には含まれない。）
      - トンボ類：ヤゴ
      - シロアリ類：幼虫 - 若虫
      - アザミウマ類：幼虫 - 前若虫 - 若虫

    - 完全変態昆虫：幼虫（イモムシ・ケムシ・シャクトリムシ・ジムシ・蛆・ボウフラなど） - 蛹

  - ダニ類：幼虫 - 若虫
- 棘皮動物
  - ウミシダ類：ドリオラリア
  - ナマコ類：オーリキュラリア
  - ヒトデ類：ビピンナリア
  - ウニ類：プルテウス（エキノプルテウス）
  - クモヒトデ類：オフィオプルテウス
- 半索動物：トルナリア
- 脊索動物
  - ホヤ類：オタマジャクシ型幼生
  - 円口類：アンモシーテス
  - 魚類
    - カライワシ上目：レプトケファルス（ウナギなど）
    - チョウチョウウオ科：トリクティス

  - 両生類：オタマジャクシ